# Stoolball
Stoolball is een van oorsprong Engelse balsport die in de 11e eeuw is ontstaan. Bij stoolball gooide de ene speler de bal naar een doel (target), terwijl een andere speler dat doel verdedigde. Verwante spellen waren 'stob-ball' en 'stow-ball'. Alle varianten zijn waarschijnlijk genoemd naar het doel. In 'stob-ball' en 'stow-ball' was het doel mogelijk een boomstronk (zowel 'stob' als 'stow' betekenden stronk).
Het is echter ook goed mogelijk dat het doel in stoolball oorspronkelijk een melkkrukje (milking stool) of een kerkbankje (church stool) was. Volgens een legende speelden melkmeisjes het spel stoolball, terwijl ze wachtten op de terugkeer van hun echtgenoten die op het veld werkten.
Oorspronkelijk werd de 'stool' verdedigd met de blote hand. Later werd er een soort slaghout gebruikt (in hedendaags stoolball wordt een slaghout gebruikt dat qua vorm nog het meest weg heeft van een pingpongbatje).
Er waren verscheidene versies van stoolball. Bij de oudste versies was het doel van het spel vooral het verdedigen van de 'stool'. Wanneer de 'stool' met succes werd verdedigd, telde dat voor 1 punt en de slagman was 'uit' als de bal de 'stool' raakte. In deze versie werd door geen van de spelers gerend.
In een andere versie werd er gerend tussen twee 'stools' en ging het scoren zoals bij cricket. In weer een andere versie waren er verscheidene 'stools' en werden er punten gescoord door alle stools af te rennen, zoals bij honkbal van honk naar honk moet worden gelopen.
Vanwege de verschillende versies van 'stoolball' én mede vanwege het feit dat het niet alleen in Engeland, maar ook in koloniaal Amerika werd gespeeld, wordt 'stoolball' door menige sporthistoricus gezien als dé basis voor cricket, maar ook voor rounders en voor honkbal.